# 遠藤りつこ
遠藤 りつこ（えんどう りつこ、1986年9月18日 - ）は、日本の元女子バレーボール選手。

## 来歴
神奈川県相模原市出身。小学校1年生からバレーボールを始める。中学校まで相模原市で過ごし、高校は香川県立高松北高校に進学。春高バレーや東西対抗戦に出場した。
2005年、JTマーヴェラスに入団。同年の第12回Vリーグでデビューを果たし、出場機会も多かったが、2006-07プレミアリーグの出場試合はわずかにとどまり、裏方でチームを支えた。
2009V・サマーリーグにおいては、竹下佳江、河合由貴の全日本招集、河村聖子の移籍もあり、予選時からほぼ一人で正セッターとして出場し、敢闘賞を受賞した。
落ち着いた安定感のある、素早いトスを持ち味とする選手である。
2010年5月JTを退団し、同年6月GSSサンビームズに移籍。
2011年3月GSSサンビームズを退部し、同年10月PFUブルーキャッツに移籍。翌2012年4月に同チームを退部。

## 人物・エピソード
小酒翔子と仲が良い。明るい性格でメンバーから慕われている。本人は「根暗」だと控えめ。

## 所属チーム
- 淵野辺小
- 相武台中
- 香川県立高松北高等学校
- JTマーヴェラス（2005-2010年）
- GSSサンビームズ（2010-2011年）
- PFUブルーキャッツ（2011-2012年）